# Route principale 4 (Hongrie)
Pour les articles homonymes, voir Route 4.
La route principale 4 (en hongrois : 4-es főút) est une route hongroise reliant Budapest à la Frontière ukrainienne.

## Description
Elle part dans le prolongement de Üllői út à Budapest.
Elle relie Budapest aux plus grandes villes de l'est de la Hongrie : Cegléd, Szolnok, Püspökladány, Debrecen et Nyíregyháza vers la frontière entre la Hongrie et l'Ukraine, facilitant l'accès de la capitale hongroise à la frontière ukrainienne.
La route est longue de 352 kilomètres.
Comme toutes les routes principales de Hongrie, la route 4 est gérée et entretenue par l’entreprise publique Magyar Közút.

## Tracé
| Km     | Agglomérations | Carte interactive |
| ------ | -------------- | ----------------- |
| 0 km   | Budapest       |                   |
| 19 km  | Vecsés         |                   |
| 33 km  | Monor          |                   |
| 55 km  | Albertirsa     |                   |
| 89 km  | Abony          |                   |
| 104 km | Szolnok        |                   |
| 130 km | Fegyvernek     |                   |
| 159 km | Karcag         |                   |
| 178 km | Püspökladány   |                   |
| 228 km | Debrecen       |                   |
| 253 km | Téglás         |                   |
| 277 km | Nyíregyháza    |                   |
| 322 km | Kisvárda       |                   |
| 348 km | Záhony         |                   |

## Galerie

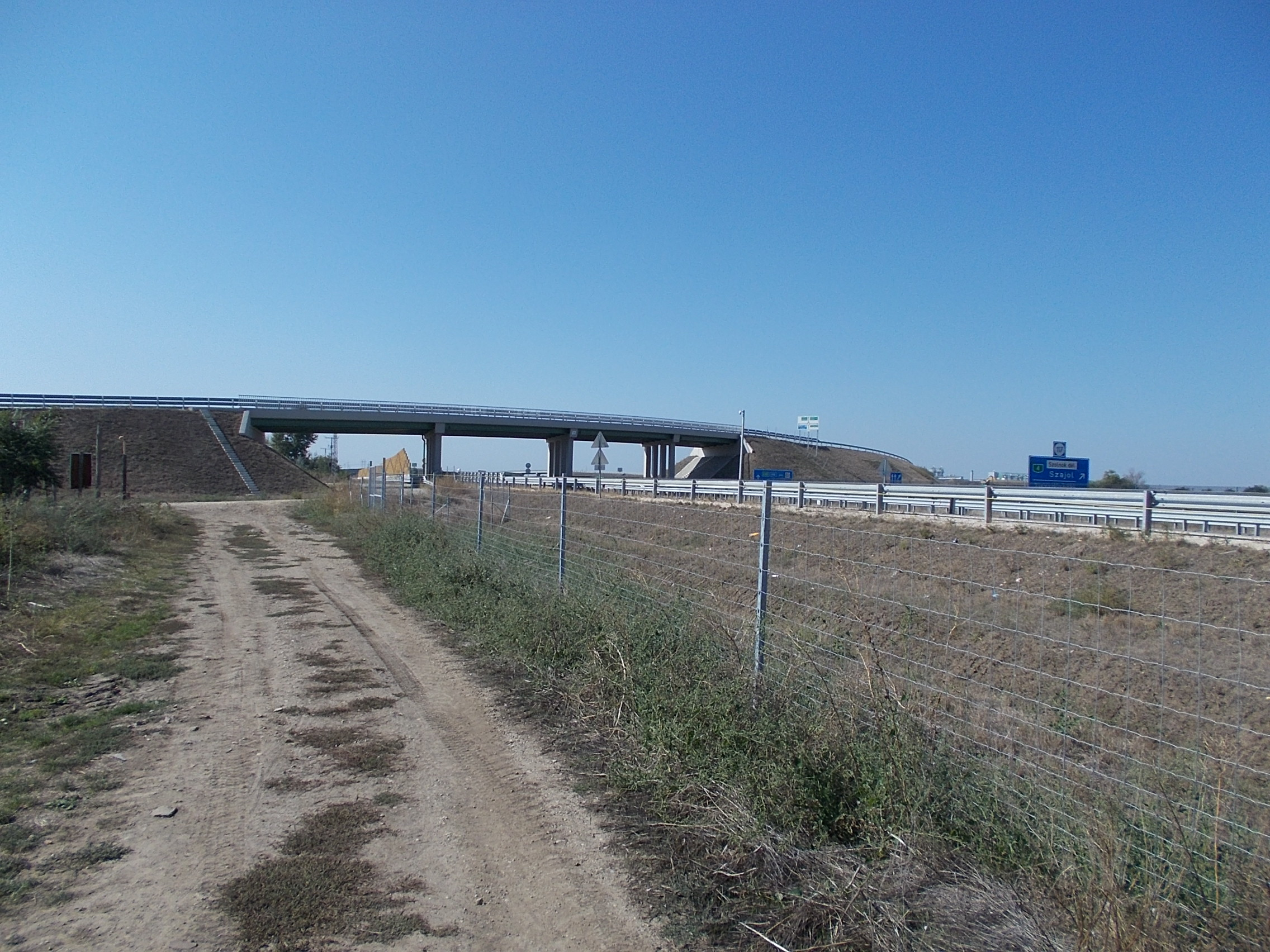
Pont de la route 4 sur la M4 à Tiszapüspöki.
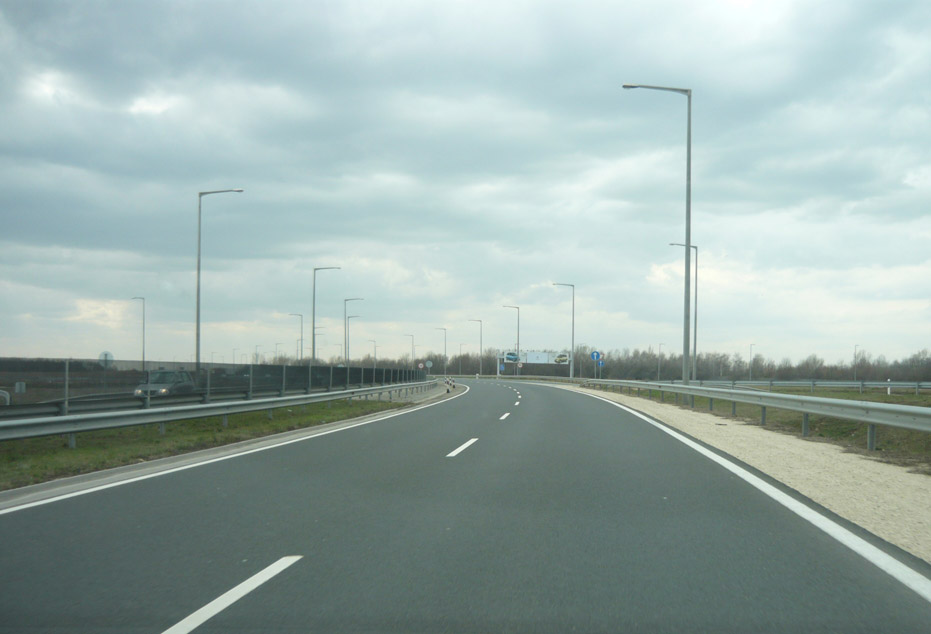
La route 4 entre Budapest et Vecsés.
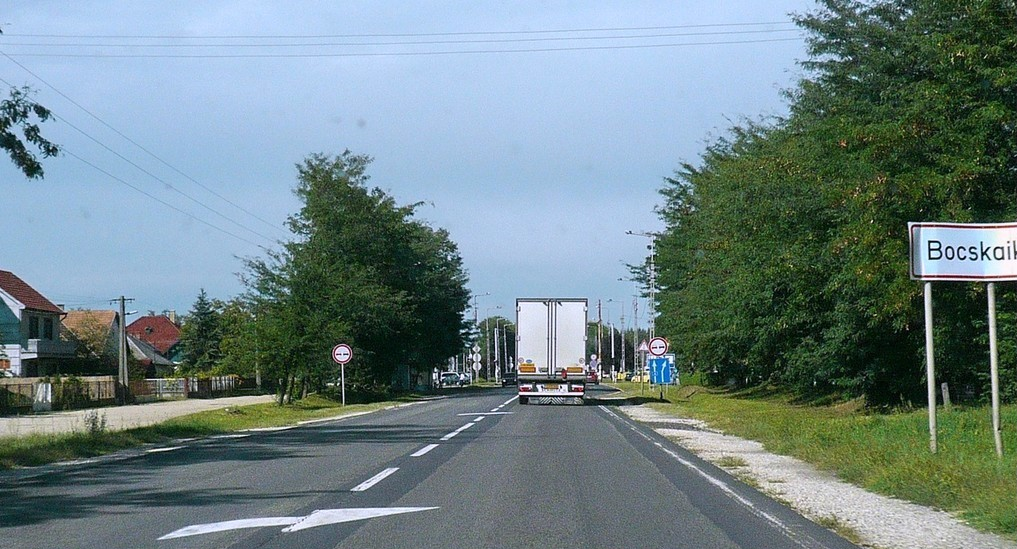
Bocskaikert.